# Giatrus, il primo uomo
Giatrus, il primo uomo (はじめ人間ギャートルズ?, Hajime ningen Giatrus) è una serie televisiva anime giapponese coprodotta da Tokyo Movie e dalla Asahi Broadcating Corporation. È tratta dall'omonimo manga scritto ed illustrato da Shunji Sonoyama e pubblicato nel 1974 sulla rivista Gakunen Magazine della Shōgakukan; esso è a sua volta uno spin-off del manga originale Giatrus (ギャートルズ?, Giatrus) pubblicato dal 1965 al 1975.
La serie anime è stata trasmessa in Giappone inizialmente sul network TBS e poi su NET dal 5 ottobre 1974 al 27 marzo 1976 e conta di 77 episodi: i primi 57 sono divisi in due segmenti indipendenti. In Italia la serie è stata importata dalla Olympus Merchandising, trasmessa a partire dalla primavera 1984 nel contenitore Ciao Ciao di Rete 4 e poi replicata su varie emittenti locali.

## Episodi
| Nº | Titolo italiano Giapponese 「Kanji」 - Rōmaji                                                             | In onda           | In onda  |
| Nº | Titolo italiano Giapponese 「Kanji」 - Rōmaji                                                             | Giapponese        | Italiano |
| 1  | ? 「ハジメンカリーンの巻」Dotechin e il mammut 「マンモギャーの巻」                                       | 5 ottobre 1974    | 1984     |
| 2  | Una pietra luccicante 「ピカピカイシンの巻」I giorni della carestia 「キビキビシラーの巻」                | 12 ottobre 1974   | 1984     |
| 3  | Il giorno più lungo 「ロングロングアゴンデーの巻」Sbronza al chiaro di luna 「ツキビジョンウィーの巻」    | 19 ottobre 1974   | 1984     |
| 4  | Papà è in pericolo 「ネツンアッチクタバリーンの巻」Il piccolo mammut 「マンモペットカウーンの巻」         | 26 ottobre 1974   | 1984     |
| 5  | La festa 「マッリーンソワソワンの巻」Nonno testa di pietra 「イレバーンジジの巻」                         | 2 novembre 1974   | 1984     |
| 6  | L'esempio dei padri 「ギギガップの巻」Al di là dell'orizzonte 「ハルカーンドンドンの巻」                  | 9 novembre 1974   | 1984     |
| 7  | Gon il coraggioso 「ニキニキビーンの巻」L'uomo tornato dall'inferno 「ジゴクラクーンの巻」                | 16 novembre 1974  | 1984     |
| 8  | Il baratto 「トリカエッコンの巻」Gon baby sitter 「コモリーンコリゴリの巻」                               | 23 novembre 1974  | 1984     |
| 9  | L'ipnotizzatore 「カカッターンの巻」L'innamorato respinto 「スキスキフラレタンの巻」                      | 30 novembre 1974  | 1984     |
| 10 | Un vero eroe 「ウシロスガタイイの巻」... Bella 「オーギャーティフルの巻」                                 | 7 dicembre 1974   | 1984     |
| 11 | Il boomerang 「ブーメランルーの巻」Che freddo fa 「サムサムンクションの巻」                               | 14 dicembre 1974  | 1984     |
| 12 | I lupi 「オオカミーンの巻」Uno spreco di energie 「クタビレモウケーンの巻」                               | 21 dicembre 1974  | 1984     |
| 13 | La mappa di pietra 「バラバランチズの巻」Addio, coccodrillo! 「バイバイワニーンの巻」                     | 28 dicembre 1974  | 1984     |
| 14 | È arrivato Capodanno 「アケボノーの巻」Il dio della montagna 「ポンポコカヌシヤマの巻」                   | 4 gennaio 1975    | 1984     |
| 15 | In volo su un mammut 「ホカホカマンモケーの巻」Su un aquilone 「トンデッタコタコンの巻」                  | 11 gennaio 1975   | 1984     |
| 16 | Ninna nanna agli orsacchiotti 「ネンネコロリーンの巻」La primavera in arrivo 「イシーの巻」               | 18 gennaio 1975   | 1984     |
| 17 | Lavorare come api 「エンヤコラハチンの巻」Il neonato 「オンギャハーンの巻」                               | 25 gennaio 1975   | 1984     |
| 18 | Una riunione di caccia 「ハルンイッチバンの巻」Uno jettatore in casa 「ビンボーカミーンの巻」             | 1º febbraio 1975  | 1984     |
| 19 | Stelle cadenti 「キラララドーンの巻」Aria di primavera 「ハルカゼナーの巻」                               | 8 febbraio 1975   | 1984     |
| 20 | Che noia la primavera 「ネムネムハルーンの巻」Contemplando le stelle 「ピカーリルンペの巻」               | 15 febbraio 1975  | 1984     |
| 21 | I trucchi della volpe 「ネボケーンクマンの巻」Il fantasma del pescegatto 「ウラナナラーンの巻」           | 22 febbraio 1975  | 1984     |
| 22 | Alle prese col tuono 「ピカリロデドーンの巻」Il mammut bianco 「エンギギカッグーンの巻」                  | 1º marzo 1975     | 1984     |
| 23 | L'invenzione di Gon 「クルクルマワールラー!の巻」La legge del più forte 「マケルモカチーンの巻」          | 8 marzo 1975      | 1984     |
| 24 | La metamorfosi di un insetto 「ヘンテコテコムシンの巻」Il playboy 「モテモテンキザーの巻」                | 15 marzo 1975     | 1984     |
| 25 | Volare è meraviglioso 「ナミジハルバルーンの巻」L'amore ricambiato 「ラブラブレターンの巻」               | 22 marzo 1975     | 1984     |
| 26 | Gon e le carote 「スキライダーメ!の巻」Rane e cormorani 「カエルーンテンテンの巻」                        | 29 marzo 1975     | 1984     |
| 27 | Addestramento speciale 「マンモスゴーンの巻」Una mamma troppo operosa 「イソガシガリーンの巻」            | 5 aprile 1975     | 1984     |
| 28 | Una moglie per il temporale 「ナクナクンゴリラッペの巻」Il papà bambino 「ポンポコムーンの巻」            | 12 aprile 1975    | 1984     |
| 29 | Sogni al chiaro di luna 「オボロンヅキブハーの巻」Un viaggio nel vulcano 「イキカエッタドーンの巻」       | 19 aprile 1975    | 1984     |
| 30 | Inizia la civiltà 「タイガーギャーの巻」Picnic 「ウホウホヤッホーの巻」                                   | 26 aprile 1975    | 1984     |
| 31 | Con gli uccelli 「ピーコピーコピーコロリンの巻」Innamorata non corrisposta 「ラララーコイビトの巻」       | 3 maggio 1975     | 1984     |
| 32 | Gon il coraggioso 「アタッターンの巻」Il coraggio di un ubriaco 「シニガミーンダメダメの巻」              | 10 maggio 1975    | 1984     |
| 33 | Gli imbroglioni 「ココーンポンポコの巻」Adulare per conquistare 「チヤホヤモテモテンの巻」                | 17 maggio 1975    | 1984     |
| 34 | ? 「オトコハキビシインラーの巻」? 「カビカビカビラの巻」                                                  | 24 maggio 1975    | 1984     |
| 35 | Colpito dall'elettricità 「エレキーンシビラの巻」La nuova pista 「ハルバルーンケモノミチの巻」            | 31 maggio 1975    | 1984     |
| 36 | Il principe delle stelle 「星にのった王子さまの巻」L'ultimo tango 「ハラペコファミリーの巻」              | 7 giugno 1975     | 1984     |
| 37 | ? 「腹がペコペコペコペコだの巻」? 「とりとりかえっこの巻」                                                | 14 giugno 1975    | 1984     |
| 38 | Il sudore del rospo 「ガマー見ろ!の巻」Cacciare sotto la pioggia 「あたまをつかえゴンの巻」               | 21 giugno 1975    | 1984     |
| 39 | La vista costa cara 「ミエミエケシキーンの巻」La perla del drago 「ドラゴンの玉をうばえの巻」             | 28 giugno 1975    | 1984     |
| 40 | Gon e il falsario 「だまされたゴンの巻」Che ti succede, vecchio? 「いかがなされた旅の人の巻」             | 5 luglio 1975     | 1984     |
| 41 | ? 「イテテテムシバーンの巻」? 「ゴンと父ちゃん狩の旅の巻」                                                | 12 luglio 1975    | 1984     |
| 42 | L'allegro vecchietto 「すばらしいおじいさんの巻」I bei tempi che furono 「父ちゃんの過去の巻」            | 26 luglio 1975    | 1984     |
| 43 | Gon e le scimmie 「類人猿のガキ大将の巻」Il drago influenzato 「出た!しょぼくれドラゴンの巻」             | 2 agosto 1975     | 1984     |
| 44 | Una giornata al mare 「カッパにねらわれた父ちゃんの巻」Il gigante 「ジャイアンツ山の大巨人の巻」          | 9 agosto 1975     | 1984     |
| 45 | L'oroscopo si è avverato 「大当り！星うらないの巻」Il tuono e suo figlio 「やって来た子連れカミナリの巻」 | 16 agosto 1975    | 1984     |
| 46 | Il dannato scheletro 「死ね死ねにっくきガイコツの巻」La calda estate 「あっ透明マンモス!? の巻」          | 23 agosto 1975    | 1984     |
| 47 | ? 「原始人のテーブルマナーの巻」? 「追い出された父ちゃんの巻」                                            | 30 agosto 1975    | 1984     |
| 48 | Colpa del vulcano o del pescegatto? 「はらはらナマズの大地震の巻」Come le capre 「さっそう!風仙人の巻」   | 6 settembre 1975  | 1984     |
| 49 | L'elisir della vita 「対決!!死神とゴンの巻」Il linguaggio degli animali 「人間と動物は友達なんだの巻」    | 13 settembre 1975 | 1984     |
| 50 | ? 「なまいきオウムケータくんの巻」? 「突撃!キバキバ戦車の巻」                                             | 20 settembre 1975 | 1984     |
| 51 | ? 「母ちゃんの原始美容体操の巻」? 「巨人国からの侵入者!? の巻」                                           | 27 settembre 1975 | 1984     |
| 52 | ? 「ジャジャーン!天邪鬼登場の巻」? 「生きかえった吸血鬼の巻」                                             | 4 ottobre 1975    | 1984     |
| 53 | ? 「ゴンの地底大冒険の巻」? 「女ごころとピー子ちゃんの巻」                                                | 11 ottobre 1975   | 1984     |
| 54 | ? 「森のポンポコ死神の巻」? 「天邪鬼の親さがし月旅行の巻」                                                | 18 ottobre 1975   | 1984     |
| 55 | ? 「魔法使いマホバばあさんの巻」? 「大戦争！ゴリラ対類人猿の巻」                                          | 25 ottobre 1975   | 1984     |
| 56 | L'uomo d'oro 「腹立ちハゲワシの復しゅうの巻」Il grande Tengu 「大天狗のプレゼントの巻」                   | 1º novembre 1975  | 1984     |
| 57 | La donna di neve 「雪女につかまったゴンの巻」Il punto debole del gigante 「巨人の泣きどころの巻」         | 8 novembre 1975   | 1984     |
| 58 | ? 「生きかえった冷凍恐竜の巻」                                                                            | 15 novembre 1975  | 1984     |
| 59 | ? 「ゴンの天国地獄大旅行の巻」                                                                            | 22 novembre 1975  | 1984     |
| 60 | ? 「孤独のカタキバオレの巻」                                                                              | 29 novembre 1975  | 1984     |
| 61 | ? 「白馬争奪猛レースの巻」                                                                                | 6 dicembre 1975   | 1984     |
| 62 | Gon diventa codardo 「おく病風を吹きとばせ！の巻」                                                        | 13 dicembre 1975  | 1984     |
| 63 | Un mondo senz'acqua 「大平原の水が消えたの巻」                                                            | 20 dicembre 1975  | 1984     |
| 64 | Gon e il serpentello 「ガラガラオロチをさがせ!の巻」                                                      | 27 dicembre 1975  | 1984     |
| 65 | Papà ha perso l'ombelico 「父ちゃんのおへそが消えた？の巻」                                               | 3 gennaio 1976    | 1984     |
| 66 | ? 「死神にとりつかれたの巻」                                                                              | 10 gennaio 1976   | 1984     |
| 67 | ? 「バラバーラの大来襲の巻」                                                                              | 17 gennaio 1976   | 1984     |
| 68 | Re Magma e la lancia di diamante 「母ちゃんに弱いマグマ大王の巻」                                         | 24 gennaio 1976   | 1984     |
| 69 | Il mostro della neve 「オヨヨ・白魔大王だーっの巻」                                                       | 31 gennaio 1976   | 1984     |
| 70 | Il vino scomparso 「さる酒のんでウッホッホ！の巻」                                                        | 7 febbraio 1976   | 1984     |
| 71 | Lo strano antenato 「ご先祖さまが現われたの巻」                                                           | 14 febbraio 1976  | 1984     |
| 72 | Viaggio in cielo 「ゴム風船で天国旅行の巻」                                                               | 21 febbraio 1976  | 1984     |
| 73 | La gara di caccia 「死神の息子が恋をしたの巻」                                                            | 28 febbraio 1976  | 1984     |
| 74 | Il dio dei pericoli 「父ちゃんがぬけがらになったの巻」                                                    | 6 marzo 1976      | 1984     |
| 75 | Il cattivo procione 「モグリドラゴン現わる！の巻」                                                        | 13 marzo 1976     | 1984     |
| 76 | Il visitatore venuto dalle stelle 「星からの訪問者の巻」                                                  | 20 marzo 1976     | 1984     |
| 77 | L'arrivo della civiltà 「やつらの足音が聞こえた！の巻」                                                   | 27 marzo 1976     | 1984     |

## Personaggi
- Giatrus
- Gon, figlio di Giatrus
- Moglie di Giatrus
- Dotechin, il gorilla domestico

## Colonna sonora
Sigla di apertura originale
- はじめ人間ギャートルズ?, Hajime ningen Giatrus (testo di Shunji Sonoyama, musica di Hiroshi Kamayatsu, arrangiamento di Tatsuo Akano), cantata da The Gators.

Sigla di chiusura originale
- やつらの足音のバラード?, Yatsura no ashioto no barādo (testo di Shunji Sonoyama, musica di Hiroshi Kamayatsu, arrangiamento di Tatsuo Akano), cantata da Hajime Chino.

Sigla italiana
- All'età della pietra (testo di Lucio Macchiarella, musica di Massimo Cantini, arrangiamento di Olimpio Petrossi), cantata da "Sarah & Co.".